# 統海駅
統海駅（トンヘえき）は大韓民国慶尚南道昌原市鎮海区にある、韓国鉄道公社（KORAIL）鎮海線の駅である。
鎮海線の鎮海駅から当駅までの区間は、路線全体が軍事施設（海軍基地）の中に組み込まれており、当駅周辺は民間人の立ち入りが制限されている。

## 駅構造
- 島式ホーム1面2線の地上駅。

## 歴史
- 1961年2月 - 統制府駅として開業。
- 1986年4月 - 統海駅に改名。
- 2006年11月1日 - 旅客営業中止。

## 隣の駅
韓国鉄道公社
鎮海線
鎮海駅 - 統海駅